# Thelcticopis
Thelcticopis is een geslacht van spinnen uit de  familie van de Sparassidae (jachtkrabspinnen).

## Soorten
- Thelcticopis ajax Pocock, 1901
- Thelcticopis ancorum Dyal, 1935
- Thelcticopis bicornuta Pocock, 1901
- Thelcticopis bifasciata (Thorell, 1891)
- Thelcticopis biroi Kolosváry, 1934
- Thelcticopis canescens Simon, 1887
- Thelcticopis celebesiana Merian, 1911
- Thelcticopis convoluticola Strand, 1911
- Thelcticopis cuneisignata Chrysanthus, 1965
- Thelcticopis fasciata (Thorell, 1897)
- Thelcticopis flavipes Pocock, 1897
- Thelcticopis goramensis (Thorell, 1881)
- Thelcticopis hercules Pocock, 1901
- Thelcticopis humilithorax (Simon, 1910)
- Thelcticopis huyoplata Barrion & Litsinger, 1995
- Thelcticopis insularis (Karsch, 1881)
- Thelcticopis kaparanganensis Barrion & Litsinger, 1995
- Thelcticopis karnyi Reimoser, 1929
- Thelcticopis kianganensis Barrion & Litsinger, 1995
- Thelcticopis klossi Reimoser, 1929
- Thelcticopis luctuosa (Doleschall, 1859)
- Thelcticopis maindroni Simon, 1906
- Thelcticopis modesta Thorell, 1890
- Thelcticopis moesta (Doleschall, 1859)
- Thelcticopis moolampilliensis Jose & Sebastian, 2007
- Thelcticopis nigrocephala Merian, 1911
- Thelcticopis ochracea Pocock, 1899
- Thelcticopis orichalcea (Simon, 1880)
- Thelcticopis papuana (Simon, 1880)
- Thelcticopis pennata (Simon, 1901)
- Thelcticopis pestai (Reimoser, 1939)
- Thelcticopis picta (Thorell, 1887)
- Thelcticopis quadrimunita (Strand, 1911)
- Thelcticopis rubristernis Strand, 1911
- Thelcticopis rufula Pocock, 1901
- Thelcticopis sagittata (Hogg, 1915)
- Thelcticopis salomonum (Strand, 1913)
- Thelcticopis scaura (Simon, 1910)
- Thelcticopis serambiformis Strand, 1907
- Thelcticopis severa (L. Koch, 1875)
- Thelcticopis simplerta Barrion & Litsinger, 1995
- Thelcticopis telonotata Dyal, 1935
- Thelcticopis truculenta Karsch, 1884
- Thelcticopis vasta (L. Koch, 1873)
- Thelcticopis virescens Pocock, 1901